# Lake Magog

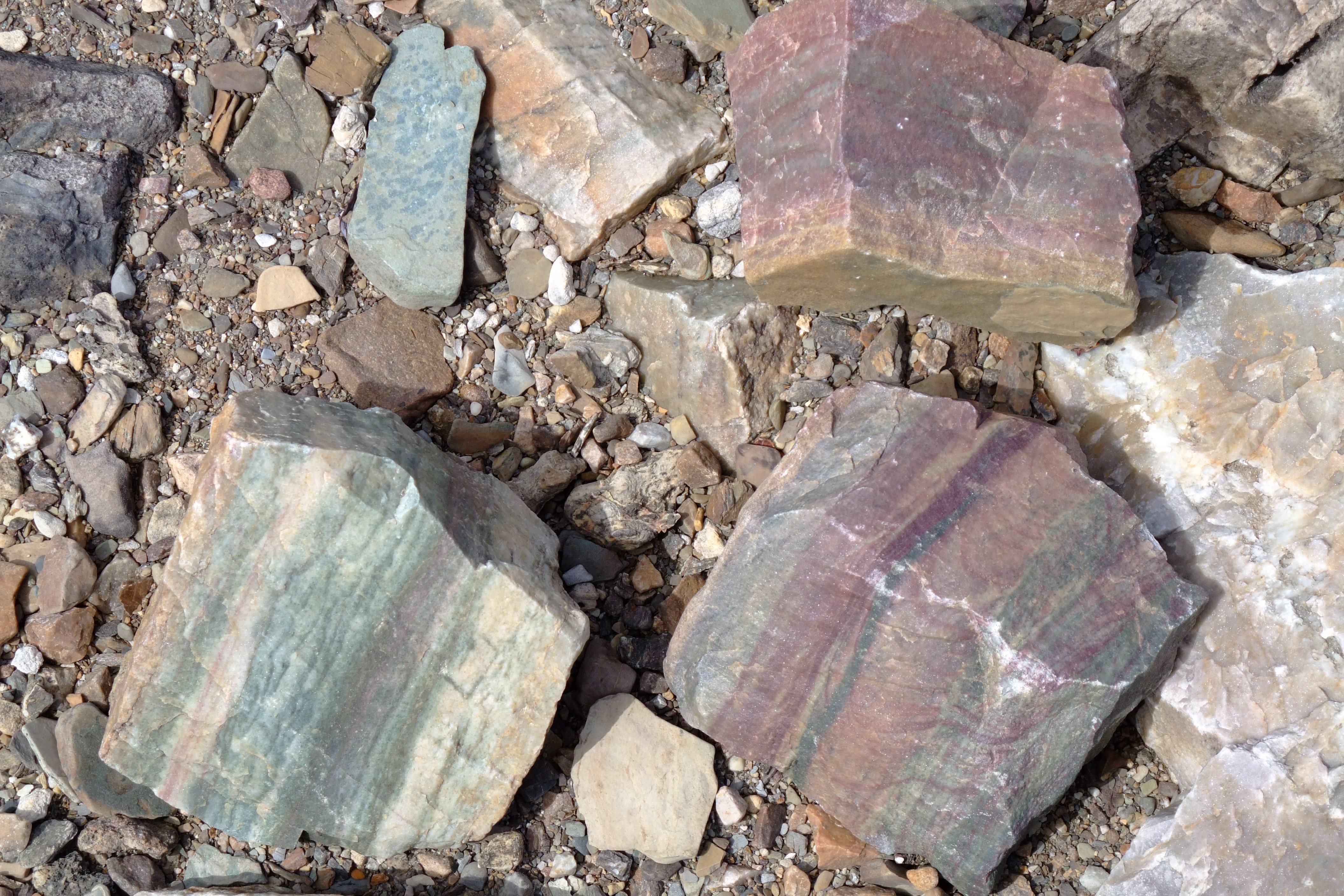
Marmorsteine am Ufer des Lake Magog

Der Lake Magog liegt in den Kanadischen Rocky Mountains in der kanadischen Provinz British Columbia auf einer Höhe von 2155 m.

## Lage
Der See befindet sich innerhalb des Mount Assiniboine Provincial Parks, in der Southern Continental Ranges, einer Teilkette der Kanadischen Rocky Mountains. Er liegt westlich der kontinentalen Wasserscheide.
Über dem See erhebt sich als dunkle Felswand der Mount Magog (3095 m) und daneben die Felsenpyramide des Mount Assiniboine mit 3618 m.
Auf der Ost-Seite des Sees liegen die Assiniboine Lodge, die Naiset Huts als einfache Unterkünfte und eine Ranger Station der BC Headquarters. Im lichten Wald nördlich über dem See befindet sich der Lake Magog-Campingplatz, ein Zeltplatz mit Kochgelegenheit und einfacher Ausrüstung.
Der See befindet sich in einer Mulde, welche in der letzten Eiszeit vom Gletscher ausgeschliffen wurde. Als Besonderheit fällt auf, dass der See zwar mehrere Zuflüsse, aber keine sichtbaren Abflüsse hat. Da die Zuflüsse in der Menge schwanken, der unterirdische Abfluss aber recht konstant ist, bildet sich je nach Zuflussmenge ein mehr oder weniger breiter Strand. An diesem Strand finden sich farbige, kantige Steine aller geologischen Schichten der umliegenden Berge.
Das subalpine Gebiet mit dem Valley of the Rocks, Og Lake und Lake Magog wird wahrscheinlich unterirdisch in den nördlich gelegenen Simpson River entwässert, der über den Vermilion River dem Kootenay River zufließt. Dies lässt auf ausgedehnte Höhlensysteme schließen. Lake Magog zeigt Wasserstandsänderungen bis 6 m.